# Nannoniscus antennaspinis
Nannoniscus antennaspinis är en kräftdjursart som beskrevs av Brandt2002. Nannoniscus antennaspinis ingår i släktet Nannoniscus och familjen Nannoniscidae. Inga underarter finns listade i Catalogue of Life.